# Biblioteca Municipală „Gheorghe Pârvu” din Brad
Biblioteca municipală „Gheorghe Pârvu” este o bibliotecă din Brad, care funcționează într-o clădire monument istoric.

## Despre bibliotecă
Biblioteca a fost înființată în 1951, ca bibliotecă raională, dispunând de un fond de carte de 1500 de volume, care în timp a crescut, actual biblioteca dispunând de peste 60 000 de volume. Inițial ea a funcționat într-un local mic, dar în 1974 a fost mutată în localul actual, situat în str. Independenței nr. 5. Din 1995 poartă numele prof. Gheorghe Pârvu. Actualul local al bibliotecii a fost construit în anii 1920, fiind casa prof. Gheorghe Pârvu de la Liceul „Avram Iancu” din Brad. Clădirea, monument istoric cu codul LMI HD-II-m-B-03266, a fost restaurată în 2015.
În afară de activitatea specifică de împrumut de carte, biblioteca organizează diferite manifestări culturale, atât expuneri destinate copiilor și elevilor, cât și simpozioane cu prezentarea de lucrări științifice.

## Gheorghe Pârvu
Gheorghe Pârvu (n. 1882, Lugoj – d. 1965, Brad) a fost primul profesor de muzică al Liceului „Avram Iancu” din Brad. S-a format la școala lui Ion Vidu. A venit la Brad transferându-se de la Liceul „Aurel Vlaicu” din Orăștie, unde a fost profesor între 1919–1924. A organizat corul mixt al liceului din Brad, iar în 1930 fanfara societății Mica. Sprijinit de directorul Ioan Radu, a procurat instrumente muzicale și a adunat o bogată bibliotecă muzicală, care în urma celui de al Doilea Război Mondial și a transformărilor de după s-a pierdut, iar instrumentele au dispărut. A organizat formația de călușari a liceului, formație a cărei vătaf era prof. Nestor Lupei. Formațiile au susținut numeroase spectacole în împrejurimile Bradului.
După al Doilea Război Mondial, autoritățile comuniste l-au obligat să-și cedeze casa și să trăiască, până la sfârșitul vieții, într-o cămăruță de serviciu din curtea casei sale.